# 往复式地面缆车列表
這是以國家地方排列的往复式地面缆车列表。缆车线路由短距離的市區線到多節的山區鐵路都有。

## 中國

### 大陸

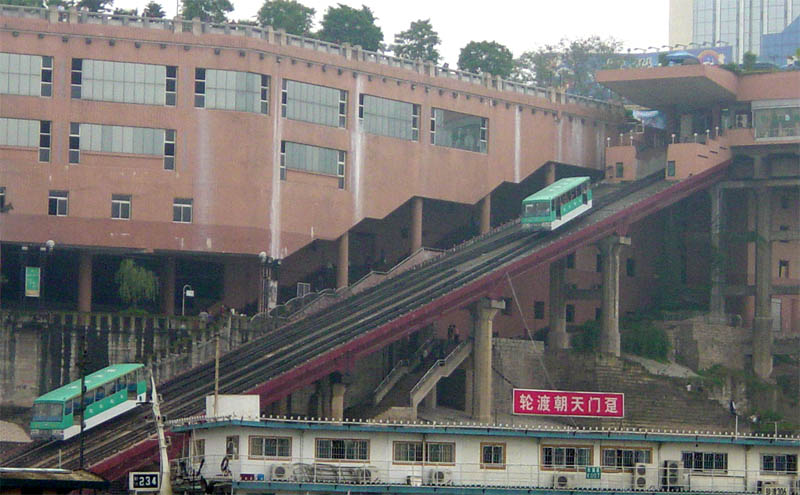
重慶的朝天门码头缆车

#### 北京
- 八达岭地面缆车
- 司马台长城登城快车（已停运）

#### 重慶
- 朝天门码头纜車（從浮趸運載內河船乘客到岸上，改造中）
- 朝天门码头南侧缆车（已于1969年拆除）
- 芙蓉江地面缆车
- 万州港缆车
- 长寿缆车（连接河街至望江路间280米长的陡坡，现免费运营）
- 望龙门缆车（已停运）
- 两路口缆车（已停运，由皇冠大扶梯取代）
- 重庆港三码头缆车（已停运）
- 巫山港缆车（已停运）
- 千厮门缆车（已停运）
- 临江门缆车（已停运）
- 礼嘉智慧公园时光缆车

#### 山西
- 西铭矿缆车（矿山职工通勤用，因矿区地陷现已停运[1]）

#### 山东
- 沂蒙山银座天蒙旅游区客运缆车[2]

#### 安徽
- 九华山百岁宫缆车

#### 湖北
- 恩施大峡谷地面缆车
- 西海大峡谷观光缆车

#### 浙江
- 桃园地轨缆车

#### 江西
- 三叠泉缆车

#### 甘肃
- 临夏第一缆车
- 临夏第二缆车（已停运）

#### 河南
- 升龙缆车

#### 江苏
- 南山竹海地面缆车

#### 云南
- 九龙瀑布群缆车
- 个旧绿海小区缆车

#### 陕西
- 潘家坡缆车

#### 广东
- 丛林缆车一号线
- 丛林缆车二号线
- 通天梯缆车（已停运）

#### 湖北
- 茅坪港缆车
- 太平溪港缆车

### 香港
- 香港山頂纜車
- 香港海洋公園海洋列車

## 日本
- 筑波市 - 筑波山鋼索鐵道線
- 八王子市 - 高尾登山電鐵
- 青梅市 - 御岳登山鐵道
- 箱根町 - 箱根登山鐵道鋼索線
- 伊勢原市 - 大山觀光電鐵大山鋼索線
- 函南町 - 伊豆箱根鐵道十国鋼索線

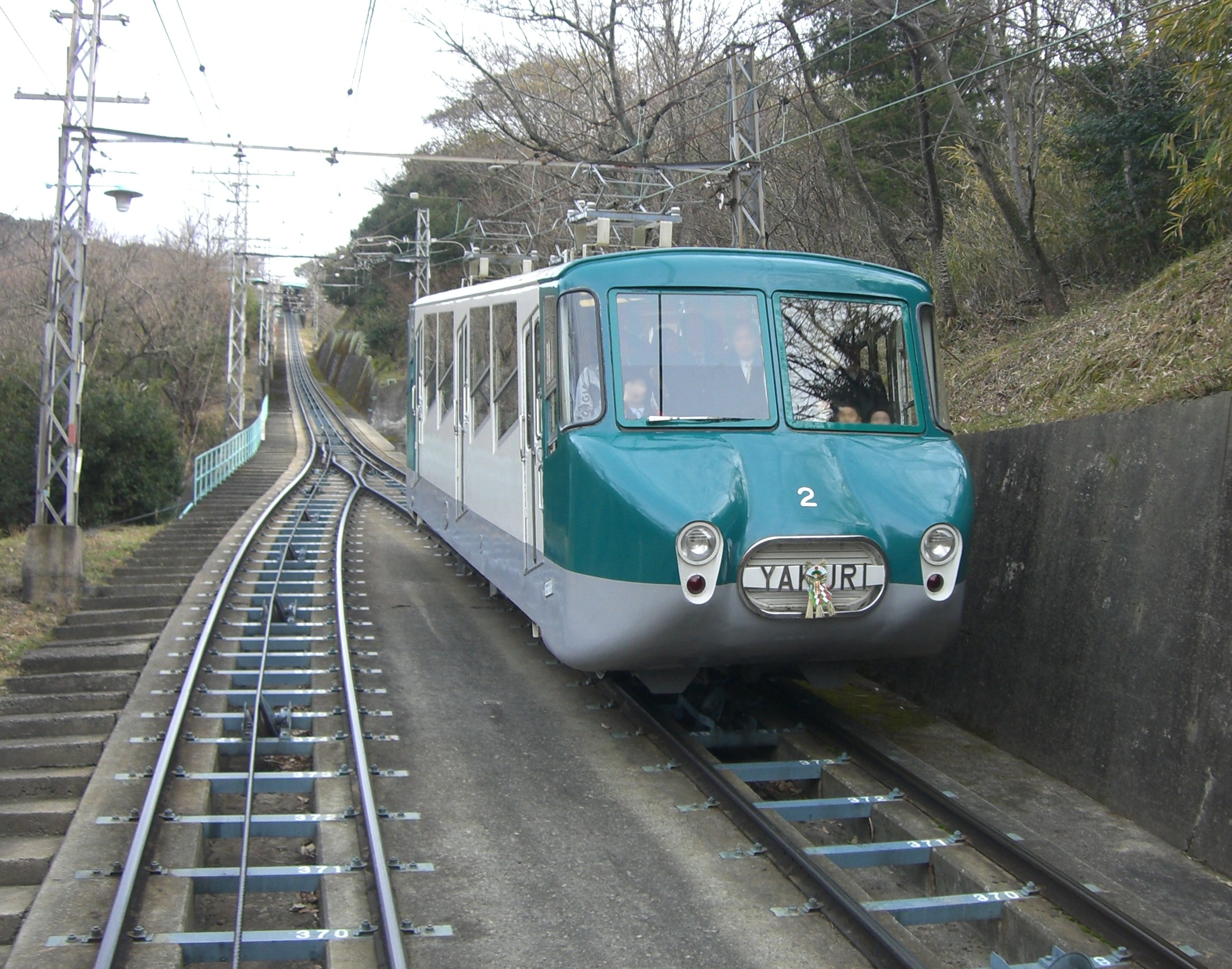
八栗纜車

- 立山町 - 立山黑部貫光鋼索線（黑部纜車）
- 立山町 - 立山黑部貫光鋼索線（立山纜車）
- 大津市 - 比叡山鐵道比叡山鐵道線
- 京都市 - 京福電氣鐵道鋼索線
- 京都市 - 鞍馬山鋼索鐵道
- 宮津市 - 天橋立鋼索鐵道
- 生駒市 - 近鐵生駒鋼索線
- 八尾市 - 近鐵西信貴鋼索線
- 高野町 - 南海鋼索線
- 八幡市 - 京阪鋼索線
- 川西市 - 能勢電鐵妙見鋼索線
- 神戶市 - 六甲摩耶鐵道六甲纜車
- 神戶市 - 神戶市都市整備公社摩耶纜車
- 高松市 - 八栗纜車
- 北九州市 - 帆柱纜車
- 別府市 - 別府樂天地纜車

## 法國
- 貝桑松Funiculaire de Beauregard-Bregille
- 埃維昂萊班, le petit métro éviannais
- Langres, Funiculaire Panoramique Sous-Bie
- 勒阿弗爾 Funiculaire du Havre
- Le Tréport
- Les Arcs
- 盧爾德, Funiculaire du Pic du Jer
- 里昂
  - St Jean - St Just Funicular
  - St Jean - Fourvière Funicular
- 巴黎 Montmartre纜車
- 波城 Funiculaire de Pau
- Saint-Hilaire du Touvet, Funiculaire de Saint-Hilaire du Touvet
- Thonon-les-Bains
- Tignes, Funiculaire Perce-Neige
- Val-d'Isère, Funival

## 德國
- 巴登-巴登 merkurbergbahn

## 澳大利亞
新南威爾士
- Katoomba, Katoomba Scenic Railway

## 俄罗斯
- 海参崴

## 美國
- 洛杉磯市中心天使鐵路

## 土耳其
- 伊斯坦堡杜乃爾